# رشدي الجلبي
رشدي عبد الهادي عبد الحسين علي هادي حسن محمد الجلبي الطائي هو سياسي عراقي ولد في بغداد 1917 وتوفي في لندن عام 1998 شغل مناصب وزارية ونائبا عن الكاظمية عام 1948 خلال فترة العهد الملكي في العراق.
شغل منصب وزير بلا وزارة في وزارة نوري السعيد الثانية عشر عامي 1954 و1955 ثم شغل منصب وزير الزراعة في وزارة نوري السعيد الثالثة عشر بين عامي 1955 و1957 ثم وزير المواصلات والأشغال العامة في وزارة نوري السعيد الرابعة عشر عام 1958 ثم شغل منصب وزير الاقتصاد في وزارة أحمد مختار بابان التي انتهت بسقوط النظام الملكي في العراق إثر ثورة 14 تموز 1958 والتي اعتقل بعدها لفترة ثم أطلق سراحه.
كان ضمن الذين اتهموا في قضية بنك البتراء في الأدرن، فقد كان يشغل منصب رئيس مجلس إدارة بنك مبكو بيروت ورئيس مجلس إدارة سكوفي جنيف، بالإضافة لآخرين أبرزهم شقيقه الأصغر أحمد الجلبي وإخوته جواد عبد الهادي الجلبي وحازم عبد الهادي الجلبي وطلال عبد الهادي الجلبي وولديه محمد رشدي الجلبي مدير عام بنك البتراء في واشنطن وحسن رشدي الجلبي مدير شركة في لندن.
جده عبد الحسين الجلبي ووالده عبد الهادي الجلبي سياسيان شغلا مناصب وزارية، وشقيقه الأصغر أحمد الجلبي السياسي المعروف المتوفى عام 2015.